# Вичехи
Вичехи (пол. Wyczechy, нім. Geglenfelde) — село в Польщі, у гміні Чарне Члуховського повіту Поморського воєводства.
Населення — 791 особа (2011).
У 1975-1998 роках село належало до Слупського воєводства.

## Демографія
Демографічна структура станом на 31 березня 2011 року:
|          | Загалом | Допрацездатний вік | Працездатний вік | Постпрацездатний вік |
| -------- | ------- | ------------------ | ---------------- | -------------------- |
| Чоловіки | 404     | 78                 | 290              | 36                   |
| Жінки    | 387     | 71                 | 248              | 68                   |
| Разом    | 791     | 149                | 538              | 104                  |